# Aconitum sachalinense
Aconitum sachalinense är en ranunkelväxtart. Aconitum sachalinense ingår i släktet stormhattar, och familjen ranunkelväxter.

## Underarter
Arten delas in i följande underarter:
- A. s. nemurense
- A. s. neokurilense
- A. s. sachalinense
- A. s. yezoense